# 神舟电脑
深圳市神舟电脑股份有限公司，成立于2001年1月15日，是一家中国大陆的IT企业。
该公司初期与大陆众多的IT企业一样以代理境外的电子产品起家，而后开始自主研发显卡、声卡、主板等配件。2000年启用“神舟电脑”之名进军个人计算机整机市场。

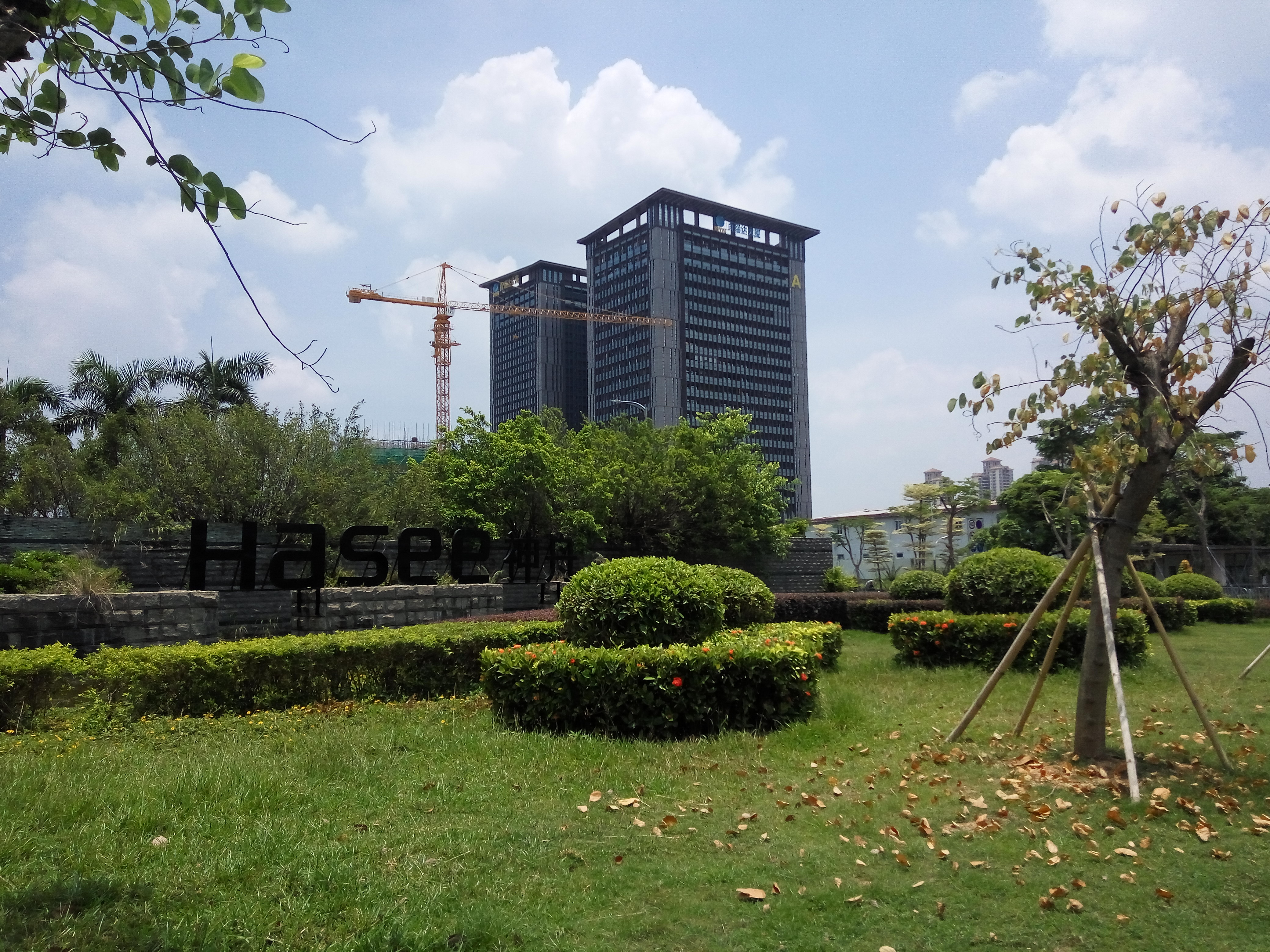
新天下集团（神舟电脑）总部园区东区

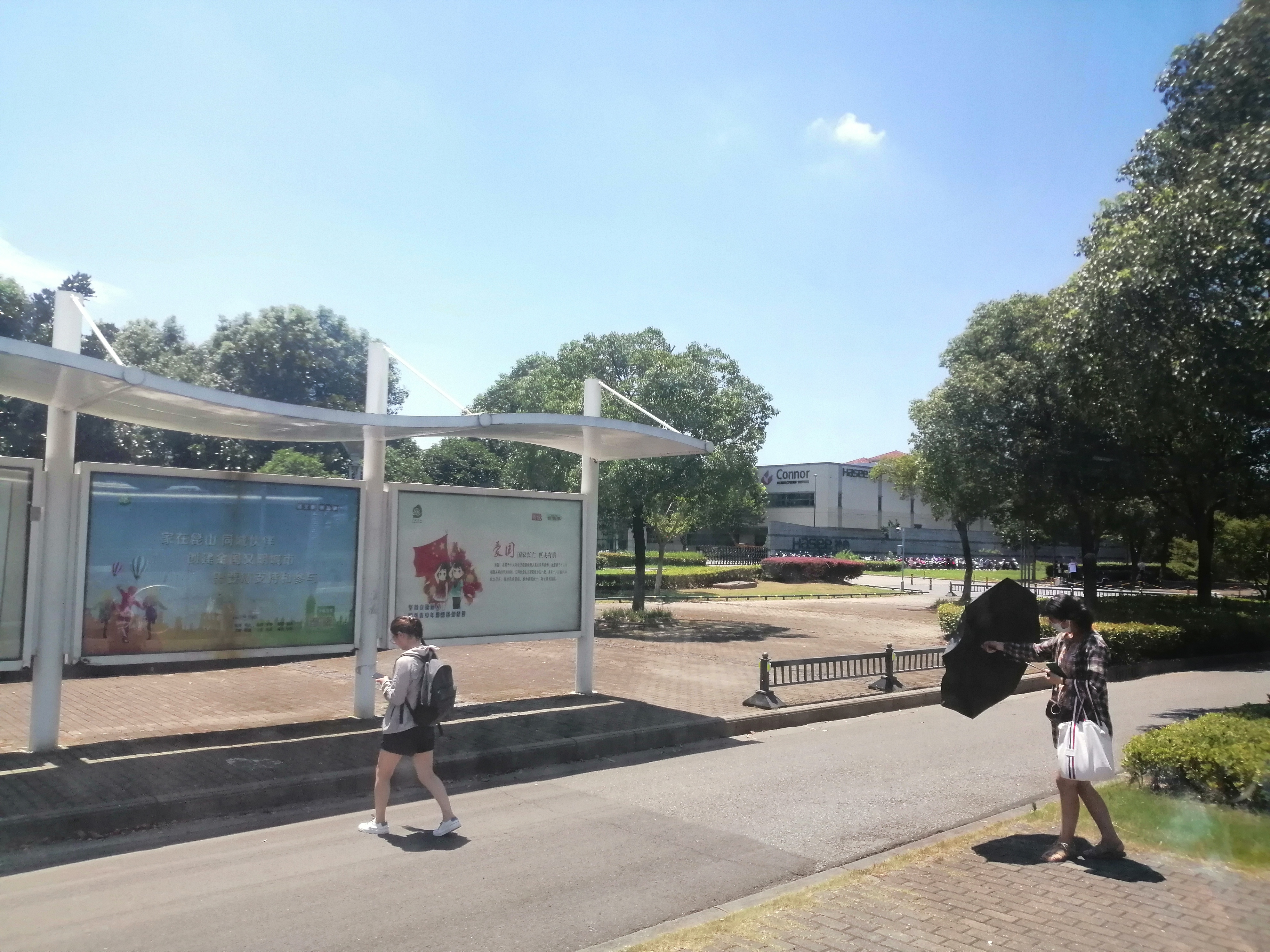
神舟电脑位于江苏省昆山市的工业园，为昆山工厂所在地

现在的神舟电脑占地23万平方米，现职员工3000多人，在全国各地发展了超过3000个经销商，并在全国超过62个城市建立了分公司和服务中心。

## 历史
神舟电脑前身为成立于1995年1月3日的深圳新天下实业有限公司，由吴海军在离开深圳中航集团之后创立。该司于1995年4月通过香港雅丽电子科技有限公司（1996年改名双敏电子科技有限公司）代理台湾聪泰科技开发的电影卡。第二年1月推出自己的“小声霸”声卡。同年代理双敏电子的“小影霸”品牌显卡，11月开始代理NEC品牌软驱、硬盘、光驱。 1997年7月推出自有品牌“磐英”主板。1999年4、5月间先后推出“奔驰”和“神龙”牌主板。2000年1月成立了自己的研发中心，当年7月又推出“小网霸”调制解调器。同月新天下科技有限公司成立，全面负责NEC代理业务。
2000年9月，神舟电脑有限公司成立，新天下从配件市场走向整机市场。不过另一方面其代理业务也没有停止，次月又开始代理NEC显示器。2001年1月华赛电子厂建成投产，8月第一台神舟电脑品牌机面世。12月，新天下实业有限公司更名为新天下集团有限公司。2002年1月期间，凭借在CCTV投放的“四千八百八，奔四扛回家”广告，迅速走红。2002年5月，新天下工业园动工。第二年2月神舟电脑又开始生产笔记本电脑。当年的胡润版“IT富豪榜”上，董事长吴海军身价10亿，排名第18位。同时期进入韩国市场。2005年11月，神舟商用机OEM部正式成立。2006年5月开始计划进入德国市场。2007年1月进入中东市场。2008年由于英伟达（NVIDIA）部分型号显示芯片存在缺陷，神舟爆发“显卡门”。2009年5月，神舟进军日本市场。
2010年7月，有消息称神舟电脑将上市创业板。2011年3月22日，神舟正式接受创业板上市审核，但却于次日被证监会否决。据消息称这是神舟电脑（及其母公司）第三次申请上市未通过。
2011年7月6日，神舟正式发布灵雅平板电脑（Lipad）。9月30日，神舟电脑向证监会第四次申请创业板上市。2012年7月31日晚，证监会宣布通过神舟电脑在深圳创业板上市的请求，然而有大量舆论质疑神舟或为求上市而粉饰财报，以及神舟的可持续盈利性问题。9月，有媒体报道神舟电脑由于销量下滑，已关闭多家分公司、经销商和四家工厂中的两家，部分生产性土地也被吴海军以母公司新天下集团的名义用于出租牟利。
2013年5月，在创业板上市请求被通过的近一年后，神舟电脑却因为无法按时提交自查工作报告，最终主动撤回上市申请。

## 主要品牌
加粗的为目前依然活跃的品牌。
- 个人计算机整机：神舟、战神游戏笔记本电脑
- 主板：磐英、神龙、奔驰
- 显卡：小影霸
- 声卡：小声霸
- 调制解调器：小网霸

## 相关事件及争议

### 产品质量及售后缺失
该公司以旗下个人计算机整机产品的整体低廉的价格闻名，但产品的质量及售后一直都是该公司遭人诟病的地方。部分神舟电脑的用户指“神舟电脑质量差，售后服务更差”。人民网举办的“维权万人行”消费电子质量与售后调查活动调查结果显示，神舟电脑在调查中得分仅略高于“攒机”（即自行组装）。

### 对创始人言行的争议
神舟创始人吴海军由于言行过于不拘，经常引发争议。
- 2008年5月汶川大地震过后，网络上流传一张署名“吴海军”的字条，文中直指不捐款的及“虽然捐了点小款，但又心有不甘背后议论废话一堆”的神舟员工“滚蛋”。[25]此消息引发了网络舆论的巨大争议。[26]
- 吴海军经常用冒犯性的语言宣传自己的产品（2007年8月，吴表示“不买神舟电脑的人就是‘被猪宰了’”；[27]2008年9月25日，吴称“你再不买神舟电脑，我只能说你笨了”。[28]）虽然吴海军总会把自己的语言加以解释清楚，但这种言论经常引发民众的反感。
- 2010年7月1日下午，神舟电脑2010年暑促发布会在北京香格里拉酒店举行，吴海军在会场上放言：“神舟的返修率是市场上最低的，不是之一。”之后还当众将四台刚刚上市的新品从讲台上抛下，然后验证这些笔记本依然能够正常开机。此举被许多人批评为“做秀”。另外该人还说了诸如“我很欣赏周扒皮”、“最终国内电脑品牌也只有两个——一个是联想一个是神舟”等争议话语。[29]

### “显卡门”事件
2008年夏，世界最大的显示芯片厂商英伟达（NVIDIA）爆发大面积显示芯片质量问题。而此时的神舟回应媒体称旗下使用问题芯片的笔记本电脑“未发现异常”。。但之后的一至两年内，不断有用户向神舟售后部门报修自己显卡出问题的笔记本计算机。而神舟对故障机仅予维修而拒绝更换部件，导致故障无法得到彻底解决，屡修屡坏。并且神舟没有就此显卡事件对受影响用户作任何官方的声明，此事件导致神舟电脑的名誉受到极大影响。

### 有关“小影霸”商标的纠纷与仿冒事件
1995年4月，神舟电脑的前身新天下实业代理发行台湾聪泰科技开发的MPG-256电影卡时，为销售方便，在上面贴上“小影霸”标签。而后，经过一系列的公关处理，新天下成功地夺得了当时在双敏电子旗下的香港万通国际发展有限公司手中的“小影霸”商标的使用权，由此双敏电子放弃了“小影霸”的商标所有权。
2003年，市场上突然出现了一个名为“小影霸威驰”的显卡系列，持有者为华天科技。对此新天下声称其为侵权并将付诸法律仲裁。不久仿冒的“小影霸威驰”显卡系列从市场消失。
此后，一个名为“香港小影霸”的品牌悄悄建立，愈演愈烈，该品牌在型号的命名上极其相似神舟旗下的“小影霸”系列，最后因将GeForce 7300GS芯片打磨为GeForce 9500GT芯片出售的行为被媒体曝光。对此目前负责研发“小影霸”的深圳市神舟新锐电脑设备有限公司发表声明：
|                                  | 深圳市新天下科技有限公司（现名深圳市神舟新锐电脑设备有限公司）是国内知名的显卡、主板制造商，凭借14年专业的研发、制造经验，一直以来为广大消费者提供着物美价廉的好产品，在业界颇受好评。新天下科技旗下的“小影霸”品牌显卡，在广大消费者中享有美誉。然而目前在市场上发现了许多仿冒小影霸显卡的伪劣假货，这些所谓的“香港小影霸”、“广州小影霸”、“小影霸幻雷者”等假冒显卡完全是粗制滥造的低劣产品，不仅严重扰乱了市场秩序，损害了广大消费者的权益，而且对新天下科技公司信誉度造成严重影响。 |
| ——深圳市神舟新锐电脑设备有限公司 | |